# 前蛸屬
前蛸（學名：Proteroctopus ribeti）是一種生活於約一億六千四百萬年前侏羅紀中期的原始章魚。唯一的化石樣本來自於法國羅訥河畔拉武爾特屬於卡洛維期的泥灰礦床，目前該化石樣本展示在當地的自然史博物館中。包含前蛸屬在內的蛸亞綱由於不像鸚鵡螺亞綱般具有硬殼，因此鮮少有化石保留。前蛸為少數連同軟組織一同保留下來的化石之一。
在2016年，古生物學家克魯塔（Isabelle Kruta）和同事透過同步微斷層掃描技術重建了前蛸的三維模型，提供了更多復原細節，包括觸腕上吸盤的排列模式。

## 外部連結
- 侏羅紀章魚立體重現 （页面存档备份，存于）